# Holger Arpe
Holger Arpe ist ein ehemaliger deutscher Basketballspieler.

## Laufbahn
Der 2,05 Meter lange Flügel- und Innenspieler stieg 1979 mit dem Hamburger TB in die Basketball-Bundesliga auf und spielte mit den Hanseaten in der höchsten bundesdeutschen Spielklasse 1979/80 sowie 1980/81. Dann wechselte er innerhalb der Bundesliga zum BSC Saturn Köln. 1981 und 1982 wurde er mit dem BSC Saturn deutscher Meister sowie 1981 und 1983 DBB-Pokalsieger. Mit den Kölnern war Arpe auch im Europapokal der Landesmeister vertreten. Bis 1984 blieb er in Köln und wechselte zur Saison 1984/85 zum Bundesliga-Rivalen Bayer Leverkusen. 1985 und 1986 gewann Arpe mit Leverkusen weitere deutsche Meistertitel und trat mit der Mannschaft auch im Europapokal an. Er spielte bis 1988 in Leverkusen und erzielte für die Rheinländer in 98 Bundesliga-Einsätzen im Schnitt 7,7 Punkte.
In seiner Karriere erzielte Arpe insgesamt 2240 Punkte in der Bundesliga.

### Nationalmannschaft
1980 nahm Arpe mit der bundesdeutschen Nationalmannschaft an der Ausscheidungsrunde für die Olympischen Spiele teil, 1981 gehörte er zum BRD-Aufgebot für die Europameisterschaftsendrunde und erzielte im Turnierverlauf 6,3 Punkte pro Partie, 1986 nahm er mit der Nationalmannschaft an der Weltmeisterschaft teil. Bei der WM verbuchte Arpe je Begegnung im Schnitt 8,3 Punkte.
Zwischen 1980 und 1986 kam er insgesamt auf 93 A-Länderspiele für die BRD.